# HD 8556
HD 8556，又名BD-07 223，SAO 129277、HR 404，是一颗恒星，视星等为5.91，位于銀經145.55，銀緯-68.33，其B1900.0坐标为赤經1h 19m 18.8s，赤緯-7° -68.33′ 11″。